# Vera Aleksandrovna Trefilova
Vera Aleksandrovna Trefilova (in russo Вера Александровна Трефилова?; Vladikavkaz, 8 ottobre 1875 – Parigi, 11 luglio 1943) è stata una danzatrice russa, prima ballerina del Balletto Imperiale dal 1906 al 1910.

## Biografia
Vera Trefilova nacque a Vladikavkaz, figlia di un'attrice e di un ufficiale russo; al battesimo Marija Gavrilovna Savina le fece da madrina. Studiò danza alla Scuola del Balletto Imperiale dal 1884 al 1894, dove fu allieva di Ekaterina Ottovna Vazem e Pavel Gerdt. Subito dopo il diploma fu scritturata dal Teatro Mariinskij e con la compagnia continuò a perfezionarsi con Evgenija Pavlovna Sokolova, Nikolaj Legat, Caterina Beretta ed Enrico Cecchetti. Nel 1896 danzò come Imene nella prima mondiale dell'Acis et Galatée di Lev Ivanovič Ivanov.
Nel 1901 fu nominata solista e nei tre anni seguenti danzò nelle prime di balletti di Legat e Michel Fokine. Nel 1906 fu proclamata prima ballerina della compagnia, diventando particolarmente nota per i suoi trentadue fouettés come Odile ne Il lago dei cigni. Pur avendo ottenuto un grande successo come Aurora ne La bella addormentata, rassegnò le sue dimissioni nel 1910, a causa dei suoi dissapori con Fokine e per la rivalità con Matil'da Feliksovna Kšesinskaja. Si reinventò quindi come attrice e nel 1915 si unì alla compagnia del Teatro Michajlovskij. Dopo la Rivoluzione d'ottobre lasciò la Russia e si trasferì a Parigi, dove lavorò come maitresse de ballet e annoverò tra i suoi studenti Anton Dolin, Margot Fonteyn, Mary Skeaping, Nina Vyrubova.
Nel 1921 tornò a danzare come Aurora a Londra su invito di Sergej Pavlovič Djagilev, che la volle nella parte anche a Parigi l'anno seguente. Nel 1924, all'età di cinquant'anni, danzò nuovamente come Odette e Odile, con i Balletti Russi all'Opera di Monte Carlo, ottenendo ancora una volta un grande successo grazie ai suoi fouettés. Diede il suo addio definitivo alle scene nel 1926, danzando all'Her Majesty's Theatre.
Morì a Parigi durante l'occupazione nazista nel 1943 e fu sepolta al cimitero russo ortodosso di Nostra Signora dell'Assunzione.